# 斑鲨
斑鲨（学名：Atelomycterus marmoratus），又名白斑斑鯊、沙條，为猫鲨科斑鲨属的鱼类。分布于马来半岛、印度尼西亚以及南海等海域。该物种的模式产地在苏门答腊。